# Jana Sussmann
Jana Sussmann (ur. 12 października 1990) – niemiecka lekkoatletka specjalizująca się w biegach średnich oraz długich.
W 2008 zajęła siódmą lokatę w biegu na 1500 metrów podczas mistrzostw świata juniorów w Bydgoszczy, a rok później na tym dystansie odpadła w eliminacjach mistrzostw Europy juniorów w Nowym Sadzie. Srebrna medalistka młodzieżowych mistrzostw Europy w 2011 w biegu na 3000 metrów z przeszkodami – w tym samym sezonie na tym dystansie bez sukcesów startowała również na mistrzostwach świata w Daegu. Reprezentantka Niemiec w drużynowych mistrzostwach Europy i meczach międzypaństwowych oraz medalistka mistrzostw kraju. 
Czterokrotnie (2008, 2009, 2010 i 2012) startowała w mistrzostwach Europy w biegach przełajowych zdobywając jeden brązowy medal (drużyna młodzieżowców w 2012). 
Rekordy życiowe: bieg na 3000 m z przeszkodami – 9:36,26 (2 września 2018, Berlin).